# Accademia Aldina

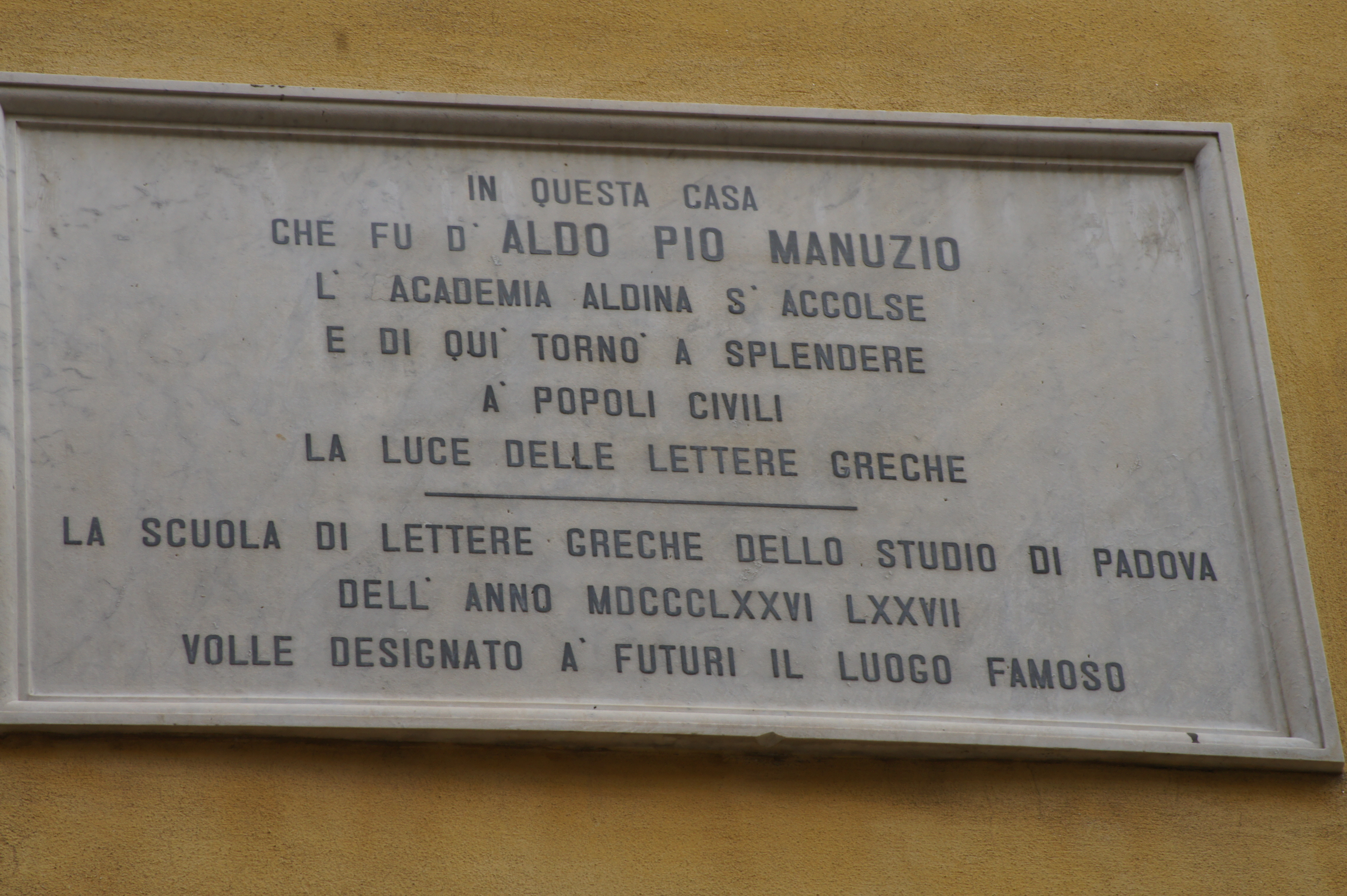
Lapide presso la sede dell'Accademia Aldina.

L'Accademia Aldina, a Venezia, fu la prima associazione di studiosi il cui scopo era quello di promuovere l'edizione.

## Storia
L'Accademia, fondata nel 1494 dall'umanista e stampatore veneziano Aldo Manuzio con scopi filologici, ebbe il merito di promuovere l'edizione e la stampa dei classici greci, latini ed italiani. Accolse i maggiori umanisti dell'epoca, quali Pietro Bembo, Girolamo Fracastoro, Giovan Battista Ramusio, fece parte dell'Accademia anche Erasmo da Rotterdam che curò per essa l'edizione dei propri 'Adagia' stampati da Manuzio nel 1508. Durante le riunioni dell'Accademia si decidevano i testi da stampare. Esse si svolgevano secondo alcuni in Campo Manin, secondo altri la sede dell'Accademia era in un palazzo al 2310 di Rio Terà Secondo, sulla cui facciata è oggi apposta la seguente lapide:
Sulla stessa facciata, al numero 2311 si trova quest'altra lapide:
(in questo luogo ebbe lustro il famoso gruppo di eruditi raccolti attorno a Manuzio dall’arte tipografica)»
(Daniele Manin)
L'Accademia Aldina cessò di esistere nel 1515 dopo la morte del suo fondatore.